# Giuseppe Rolando
Giuseppe Rolando (* 1931 in Canelli) ist ein italienischer Filmregisseur, Drehbuchautor und Filmproduzent.
Rolando trat erstmals 1949 mit einem Dokumentarfilm über den Schauspieler Ettore Petrolini in Erscheinung. Wie alle seine Filme, die er bis 1973 mit seiner 1959 gegründeten Rolfilm Produzioni vorlegte, produzierte und inszenierte er seine selbstgeschriebenen Filme unabhängig, was zu entsprechend geringer Kopienanzahl für den Verleih führte. Seine Themen suchte er oftmals im religiösen Bereich. Nach dem 1973 von ihm produzierten Simona, dessen Regie er Patrick Longchamps überließ, folgte 1987 die Don Bosco-Biografie Giovanni, il ragazzo del sogno.

## Filmografie (Auswahl)
- 1949: Petrolini (Dokumentarfilm)
- 1960: Appuntamento in paradiso
- 1965: Suor Anna Rosa
- 1973: Simona (nur Produktion)
- 1987: Giovanni, il ragazzo del sogno